# Amelanchier ovalis

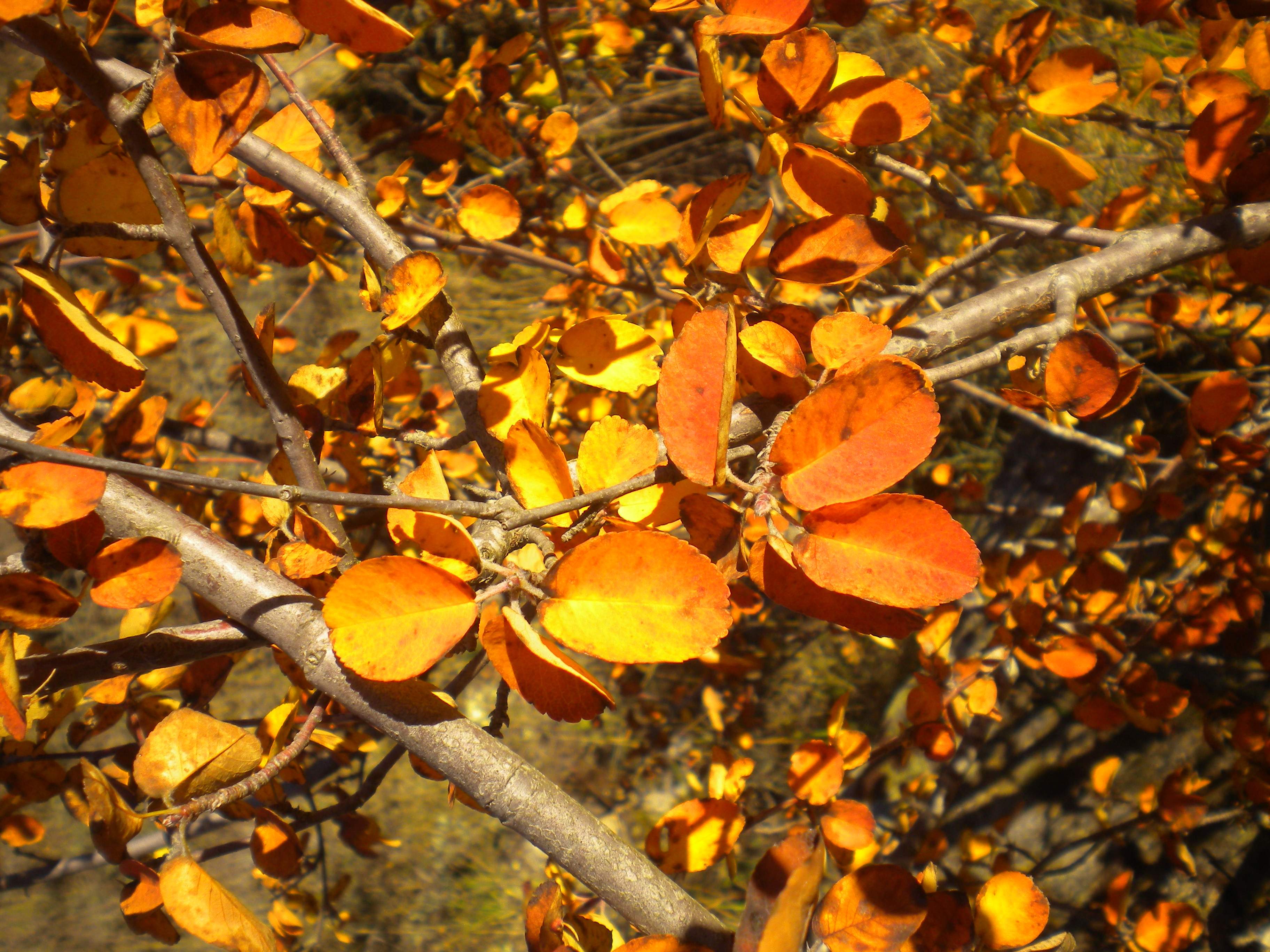
Detalle de las hojas, con coloración otoñal (La Rioja, España).

Amelanchier ovalis Medik. 1793 es una especie de plantas de los llamados guillomos de la familia de las rosáceas.

## Descripción
Es un arbusto caducifolio que alcanza una altura de 1 a 3 m. Las ramas son flexibles y resistentes; las hojas son ovaladas y con margen aserrado. La inflorescencia ocurre en panículas, entre abril y mayo, con dos a diez flores blancas. Los frutos son drupas globosas comestibles, de color azul a negruzco.
Citología
Número de cromosomas de Amelanchier ovalis (Fam. Rosaceae) y táxones infraespecíficos:
Amelanchier ovalis Medik. = 2n=68. Amelanchier ovalis subsp. ovalis Medik. = 2n=34.
Distribución y hábitat
Crece en zonas boscosas y rocosas de la cuenca occidental del Mediterráneo y los Alpes, hasta los 2100 m de altitud.
Conservación

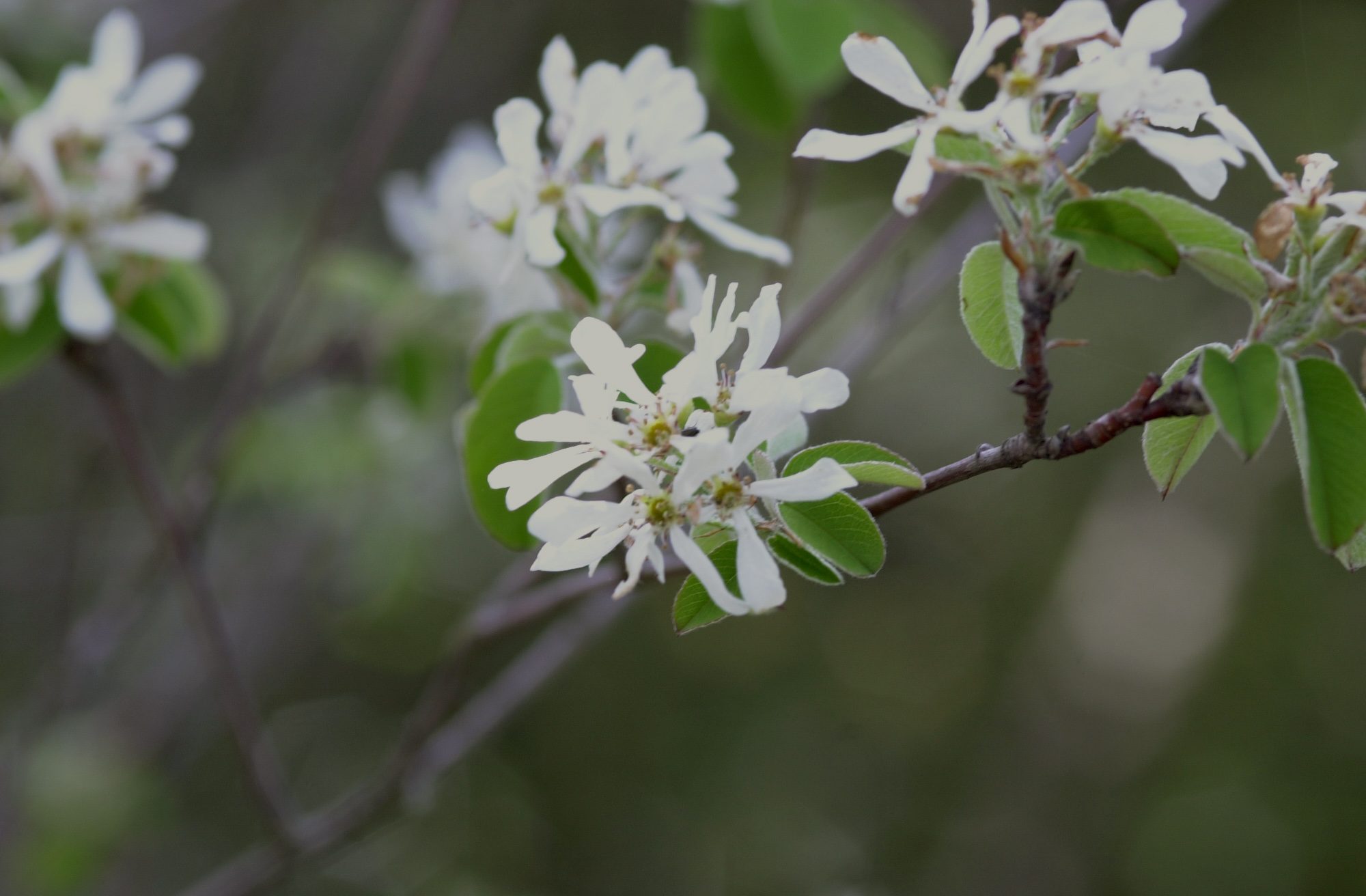
Flores del cornillo.

Especie Silvestre en Régimen de Protección Especial. En Andalucía esta especie se conoce fundamentalmente de su mitad oriental  y de la Subbética Cordobesa (Valdés et al., 1987). En Málaga solo se conocía en Sierra Almijara (Cabezudo et al., 2005) y no estaba reseñada para el área natural de Ronda. Incluida en la Lista Roja de la Flora Vascular de Andalucía (Cabezudo & Talavera, 2005) como Casi Amenazado (NT).

## Taxonomía
Amelanchier ovalis fue descrita por Friedrich Kasimir Medikus y publicado en Geschichte der Botanik unserer Zeiten 79, en el año 1793.
- Amelanchier ovalis descrito por (Willd.) Borkh. es el Amelanchier canadensis de (L.) Medik.
- Amelanchier ovalis descrito por G.B.Emers. es el Amelanchier canadensis de (L.) Medik.

Sinonimia
- Amelanchier amelanchier var. acutifolia
- Amelanchier amelanchier var. genuina
- Amelanchier ovalis var. rhamnoides
- Amelanchier vulgaris var. acutifolia

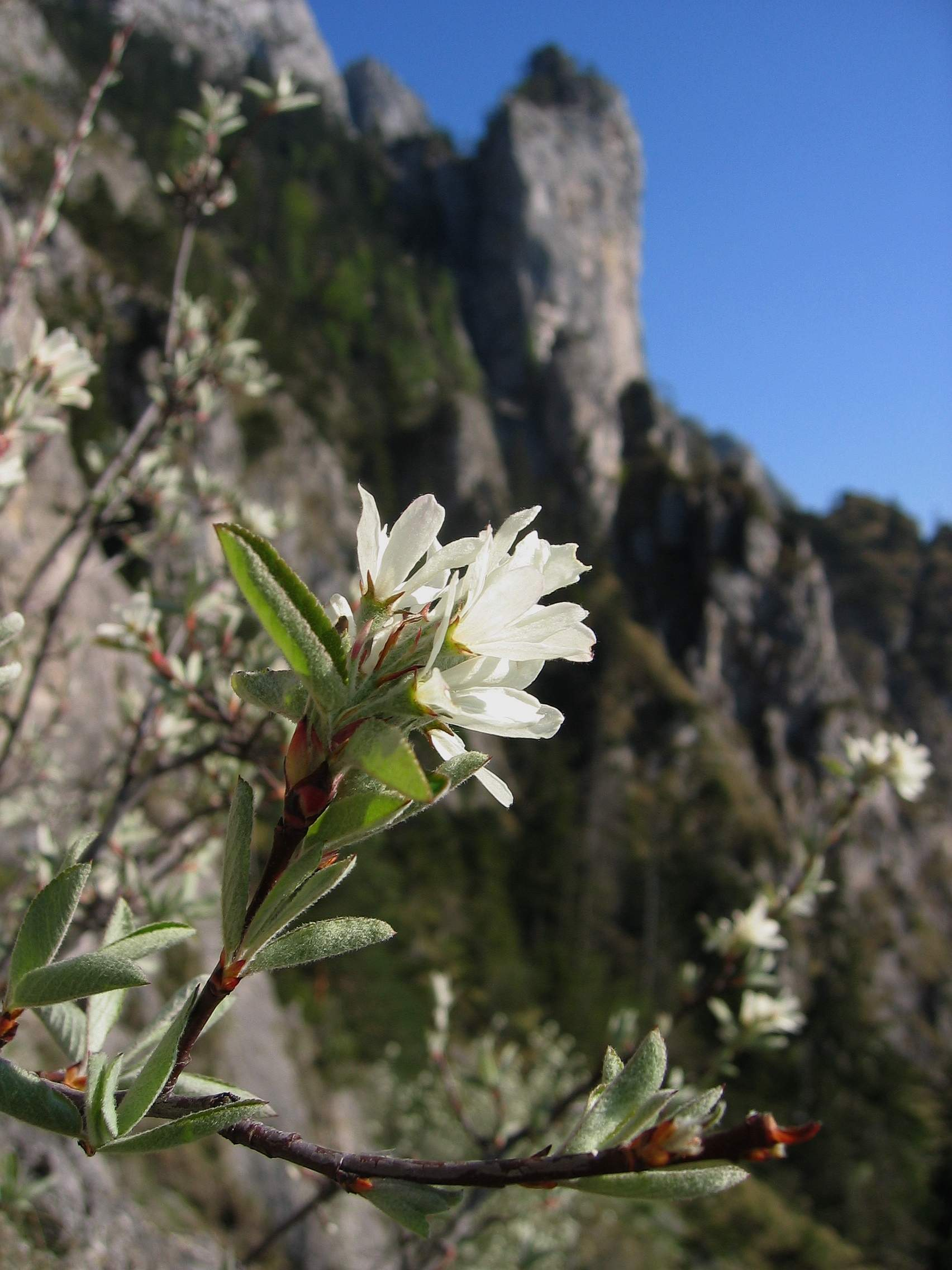
Amelanchier ovalis en Austria.

- Amelanchier vulgaris var. genuina
- Amelancus ovalis

## Nombres comunes
- Castellano: abellomo, amelanchero, amelanchiero, bellomera, bullomera, carrasquilla, carroné, cormiera, cornera, cornijillo, cornijuelo, cornillo, cornés, corruñé criñolera, criñonera, curña, curñera, curnia, curniera, curroné, curruñé, curruné, durillo, durillo agrio, durillo blanco, escallonera, escobizos, espino-majuelo de fruto negro, gayubilla (fruto), gayumilla (fruto), griñales, grijolera, grillonera, griñolé, griñolera, griñuelo, guilloma, guillomera, guillomero, guillomo, guiñolera, gullomo, hierba del riñón, malanguera, mellema, mellomino, mellomo, melones, palo duro, palosanto, peroníspero silvestre de los Pirineos, árbol de las gayubas, sena, senera, serniera, villomo, zurillo.[12]

## Medicina popular
La medicina tradicional le atribuye a la infusión de la corteza con bicarbonato de sodio propiedades como hipotensor, diurético, colerético, astringente y antiinflamatorio. A las hojas se les atribuye propiedades hipotensoras y antipiréticas; a la savia se la usa como diurético y antirreumático.[cita requerida]

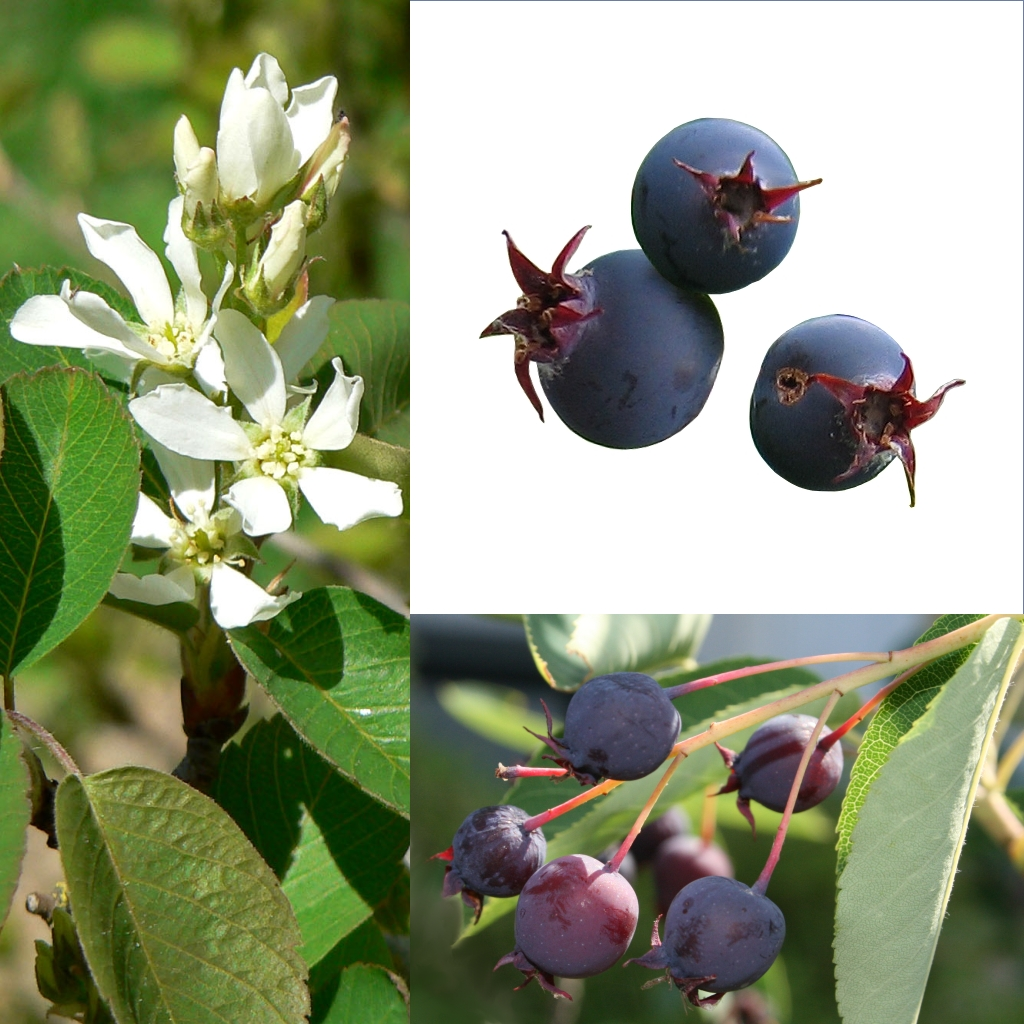

Aviso médico